# توماس ك. لونش
توماس ك. لونش (بالإنجليزية: Thomas C. Lynch)‏ هو محامي وسياسي أمريكي، ولد في 1904، وتوفي في 29 مايو 1986. حزبياً، نشط في الحزب الديمقراطي.